# Cinco Solas
Cinco solas são frases latinas que definem os princípios ideais da Reforma Protestante em contradição com os ensinamentos da Igreja Católica Apostólica Romana.  A palavra latina "sola" significa "somente" em português.
Apesar de popularmente ser imaginado que os Cinco Solas tenham sidos os princípios norteadores para a Reforma, trata-se de uma síntese feita no século XX para resumir temas centrais do Protestantismo. Muito desses princípios estiveram implícitos como os ideais dos reformadores, mas não como exclusividade. Por exemplo, ao invés do sola scriptura, Lutero e outros reformadores defendiam o trilátero luterano de Escrituras, tradição e razão. Sola fide também não foi consenso, pois por muito tempos os reformadores debateram entre a justificação somente pela fé ou a justificação dupla pela fé e obra, cujo maior expoente foi Martin Bucer. Enquanto tanto católicos quanto reformadores acreditavam na graça, não se excluía da salvação a liberdade e a moralidade humanas na teologia dos reformadores.
A primeira menção de uma "sola" aparece em 1554 quando Melanchthon escreveu: "sola gratia justificamus et sola fide justificamur"  ("só pela graça justificamos e só pela fé somos justificados"). Entretanto, não estava defendendo que fossem essas frases baluartes da reforma, mas sim sobre a dependência em Deus para a salvação humana.
Em 1916, o teólogo luterano Theodore Engelder publicou um artigo intitulado "Os Três Princípios da Reforma: Sola Scriptura, Sola Gratia, Sola Fides" para resumir o pensamento luterano. Mais tarde o teólogo neo-ortodoxo Emil Brunner, ao comentar o sistema teológico de Karl Barth, ampliou essa lista de Solas e as aplicou como temas da teologia protestante no geral, não somente da reforma. Ironicamente, seria um teólogo católico, Johann Baptist Metz, que em 1965 pela primeira vez atribuiu os cinco solas em conjunto para resumir os ideais da teologia protestante.

## Os cincosolas

### Sola fide(somente a fé)
Sola fide é o ensinamento de que a justificação (interpretada na teologia protestante como "sendo declarada apenas por Deus") é recebida somente pela fé, sem qualquer interferência ou necessidade de boas obras, embora na teologia protestante clássica, a fé salvadora é sempre evidenciada, mas não determinada, pelas boas obras. Alguns protestantes veem esta doutrina como sendo o resumo da fórmula "fé produz justificação e boas obras" e em contraste com a fórmula católica apostólica romana "fé e boas obras rendem justificação". O argumento católico é baseado na Epístola de Tiago (Tiago 2:14–17):
| “ | De que serve, meus irmãos, se alguém disser que tem fé se não tiver obras? Acaso pode essa fé salvá-lo? Se um irmão ou uma irmã estiverem nus e necessitarem do pão quotidiano, e algum de vós lhes disser: "Ide em paz, aquentai-vos e saciai-vos," e não lhes derdes o que é necessário para o corpo, que lhes aproveita? Assim também a fé, se não tiver obras, é morta em si mesma. | ” |

É importante a comparação do que católicos/protestantes entendem como "justificação": ambos concordam que o termo invoca a comunicação dos méritos de Cristo para com os pecadores, e não uma declaração de ausência de pecado. Lutero usou a expressão simul justus et peccator ("ao mesmo tempo, justo e pecador").  O Catolicismo Romano vê a justificação como uma comunicação de vida de Deus ao ser humano, limpando-o do pecado e transformando-o realmente em filho de Deus, de modo que não é apenas uma declaração, mas a alma é tornada de fato objetivamente justa.
A visão protestante da justificação é que ela é a obra de Deus através dos meios da graça. A fé é a justiça de Deus, que é realizada em nós através da palavra e dos sacramentos. Lei e evangelho trabalham para matar o ego pecaminoso e para realizar a nova criação dentro de nós. Esta nova criação dentro de nós é a fé de Cristo.  Se não temos essa fé, então somos ímpios. Indulgências, ou orações não acrescentam nada e nada são. Todos possuem algum tipo de fé (geralmente a fé em si mesmos). Mas precisamos de Deus para destruir continuamente fé hipócrita e substituí-la com a vida de Cristo. Precisamos da fé que vem de Deus através da Lei e do evangelho, palavra, obras e sacramentos. No documento fundador da Reforma, as 95 teses, Lutero diz que:
| “ | 1 – Dizendo nosso Senhor e Mestre Jesus Cristo: "Arrependei-vos..." (Mateus 4:17) certamente quer que toda a vida dos seus crentes na terra seja contínuo arrependimento. 95 – E assim esperem mais entrar no Reino dos céus através de muitas tribulações do que facilitados diante de consolações infundadas. (Atos 14:22). | ” |

A verdadeira distinção, portanto, entre as visões protestante e católica não é uma questão de "ser declarado justo" versus "ser feito justo", mas sim o meio pelo qual um é justificado. Na teologia católica obras de justiça são consideradas meritórias para a salvação além da fé, enquanto que na teologia protestante, obras de justiça são vistos como o resultado e evidência de uma verdadeira justificação e regeneração que o crente recebeu somente pela fé. Os meios eficazes reais pelos quais uma pessoa recebe a justificação são também uma divisão fundamental entre a crença católica e protestante. Na teologia católica, o meio pelo qual a justificação é aplicada para a alma é o sacramento do batismo. No batismo, mesmo das crianças, a graça da justificação e santificação são "infundidas" na alma, tornando o destinatário justificado, mesmo antes que ele exerça sua própria fé (ou mesmo no caso de uma criança que é batizada, antes mesmo que ele tenha a capacidade de compreender conscientemente o Evangelho e responder com fé). Na teologia católica, a fé não é um pré-requisito para a justificação. Para os católicos, a função do batismo é "ex operere operato" ou "por obra do ato", e, portanto, é o ato eficaz e suficiente para trazer justificação. Na teologia protestante, no entanto, é absolutamente necessária a fé do indivíduo e é por si mesma a resposta eficiente e suficiente do indivíduo para os efeitos da justificação.
A doutrina Sola fide é às vezes chamada de princípio formal e material da teologia da Reforma, porque era a questão doutrinal central para Martinho Lutero e os outros reformadores. Lutero chamou de "doutrina pela qual a igreja permanece ou cai" (latim: articulus stantis et cadentis ecclesiae).

### Sola scriptura(somente a Escritura)
Sola Scriptura é o ensinamento de que a Bíblia é a única palavra autorizada e inspirada por Deus e é única fonte para a doutrina cristã, sendo acessível a todos. Afirmar que a Bíblia não exige interpretação fora de si mesma está em oposição direta aos ensinamentos das tradições  ortodoxa, ortodoxa oriental, anglo-católica e católica romana, que ensinam que a Bíblia só pode ser autenticamente interpretada pela tradição católica.  Na Igreja Católica, este ensinamento é referido como o magistério da Igreja Católica, e incorporada ao episcopado, agregando os bispos da Igreja, em união com o Papa.
Sola scriptura é às vezes chamada de princípio formal da Reforma, uma vez que é a fonte e norma de princípio, o material, o Evangelho de Jesus Cristo que é recebido sola fide ("através da fé") sola gratia (por favor de Deus, ou "graça"). O adjetivo (sola) e o substantivo (scriptura) estão no caso ablativo em vez do caso nominativo para indicar que a Bíblia não está sozinha longe de Deus, mas, sim, que é o instrumento de Deus pelo qual ele se revela para a salvação pela fé em Cristo (Solus Christus). Como em Mateus 4:4
| “ | Mas Jesus respondeu: Está escrito: Não só de pão viverá o homem, mas de toda a palavra que sai da boca de Deus. | ” |

### Solus Christus(somente Cristo)
Solus Christus ou Solo Christo é o ensinamento de que Cristo é o único mediador entre Deus e a humanidade, e que não há salvação através de nenhum outro (por isso, a frase é mostrada às vezes em caso ablativo (Cristo somente/sozinho) o que significa que a salvação é "somente por Cristo"). Ao rejeitar todos os outros mediadores entre Deus e a humanidade, o luteranismo clássico continua a honrar a memória da Virgem Maria e de outros santos exemplares. Este princípio rejeita o sacerdotismo, que é a crença de que não existem sacramentos da igreja sem os serviços de sacerdotes ordenados por sucessão apostólica, sob a autoridade do papa.
Lutero pregou o "sacerdócio geral dos batizados", que mais tarde foi modificado no luteranismo e na teologia protestante clássica para "sacerdócio de todos os crentes", negando o uso exclusivo do título de padre (latim: sacerdos) para o clero. Este princípio não nega a função do ministério sagrado para o qual está comprometida a proclamação pública do Evangelho e da administração dos sacramentos. Desta forma, Lutero em seu Catecismo Menor podia falar sobre o papel de um "confessor" para conferir absolvição sacramental a um penitente. A seção neste catecismo conhecido como "O Gabinete das Chaves" (não escrita por Lutero, mas acrescentada com a sua aprovação) identifica os chamados "ministros de Cristo" como sendo os que exercem o ligar e desligar de absolvição e excomunhão através do ministério da Lei e Evangelho. Esta é definida na fórmula Luterana da santa absolvição: o "chamado e ordenado servo da Palavra" perdoa pecados dos penitentes (fala as palavras do perdão de Cristo: "Eu perdoo todos os seus pecados"), sem qualquer adição de penitências ou satisfações e não como um intercessor ou "sacerdote mediador", mas "em virtude da sua função como um chamado e ordenado servo da Palavra" e "em lugar e pelo comando da nosso Senhor Jesus Cristo". Nesta tradição, a absolvição do penitente reconcilia-o com Deus diretamente, mediante a fé no perdão de Cristo, em vez de ter o padre e a Igreja como mediadores entre o este e Deus.

### Sola gratia(somente a graça)
Sola gratia é o ensinamento de que salvação vem por graça divina ou "favor imerecido" apenas, e não como algo merecido pelo pecador. Isto significa que a salvação é um dom imerecido de Deus por causa de Jesus. Alguns referem-se a ele como um "débito" presente desde que os incrédulos viveram de tal forma que perderam qualquer dom de Deus. Enquanto outros afirmam que esta doutrina é o oposto das "boas obras" e choca-se com alguns dos aspectos da doutrina católica do mérito. É possível afirmar que, neste ponto, não está em desacordo com o ensino católico romano, enquanto a doutrina de que a graça é verdadeiramente sempre um dom gratuito de Deus e é realizada de acordo entre os dois pontos de vista. A diferença na doutrina encontra-se principalmente em dois fatos:
1º - Deus como o único ator na graça (em outras palavras, que a graça é sempre eficaz sem qualquer cooperação pelo ser humano.
2º - O ser humano não pode, por qualquer ação da sua parte, sob a influência da graça, cooperar com "mérito" para obter maiores graças para si (esta seria doutrina da Igreja Católica Romana).
Esta doutrina declara o monergismo divino na salvação: Deus age sozinho para salvar o pecador. A responsabilidade para a salvação não repousa sobre o pecador em qualquer grau de sinergia ou arminianismo. O Luteranismo sustenta que esta doutrina não deve ser mantida para a exclusão da gratia universalis (que Deus deseja seriamente a salvação de todas as pessoas).
Protestantes arminianos também podem reivindicar a doutrina da sola gratia (mas a entendem de forma diferente) e, geralmente, negam que o termo "sinergismo" seja apropriado para descrever suas crenças. Arminianos acreditam que Deus salva somente pela graça e não por mérito, mas o ser humano, habilitado pelo que é conhecido como graça preveniente, está habilitado pelo Espírito Santo para entender o Evangelho e responder na fé. Os arminianos acreditam que isto é compatível com a salvação somente pela graça, uma vez que toda a salvação seja obtida pela graça. Arminianos acreditam que o ser humano só é capaz de receber a salvação quando levado primeiro a fazê-lo pela graça preveniente, que eles acreditam ser distribuída a todos. Os arminianos, portanto, não rejeitaram a concepção de sola gratia exposta pelos teólogos da Reforma.

### Soli Deo gloria(glória somente a Deus)
Soli Deo gloria é o ensinamento de que toda a glória é devida somente a Deus, pois a salvação é realizada unicamente através de sua vontade e ação e não só da toda suficiente expiação (ver: Paixão) de Jesus na cruz, mas também o dom da fé em que a expiação é criada no coração do crente pelo Espírito Santo. Os reformadores acreditavam que os seres humanos, mesmo santos canonizados pela Igreja Católica Romana, os papas e a hierarquia eclesiástica não eram dignos da glória que lhes foi concedida, isto é, não se deve exaltar tais pessoas por suas boas obras, mas sim louvar e dar glória a Deus, que é o autor e santificador dessas pessoas e suas boas obras.
No entanto, os que discordam deste princípio argumentam que, como estas pessoas são objetos de boa qualidade e raros, devem ser homenageados e elogiados.  Há um grande número de homens benevolentes cujas imagens foram replicadas em pedra e expostos para a celebração do bem estes fizeram para a raça humana.  Bons homens poderiam e deveriam ser honrados por causa da glória que deram a Deus, e ao fazê-lo, ao mesmo tempo estar-se-ia honrando a Deus por sua bondade em criá-los. Porém, do ponto de vista bíblico, como muitos homens de Deus homenagearam e se prostraram a outros antes do advento do evangelho, mas a partir do ministério e doutrina de Jesus Cristo, lê-se palavras contrárias a tais práticas: como Pedro e João recusando receber honra após a cura do paralítico no templo, a recusa de Pedro a Cornélio se prostrar a ele, ordenando fazê-lo somente a Deus, dizendo a frase "levanta-te, pois sou apenas homem", como Paulo e Barnabé recusando receber sacrifícios e ofertas como deuses em Listra, após a cura do paralítico (At.14:8-18), e o anjo que recusa a prostração honrosa de João do Apocalipse dizendo: "Vê, não faças isso; eu sou conservo teu, dos teus irmãos, os profetas, e dos que guardam as palavras deste livro. Adora a Deus." (Ap.22:9) Sociedade Bíblica do Brasil. (2003). Tradução Almeida Revista e Atualizada, com números de Strong.